# ابل رسینو
ابل رسینو (انگلیسی: Abel Resino؛ زادهٔ ۲ فوریهٔ ۱۹۶۰) بازیکن فوتبال اهل اسپانیا است.
از باشگاه‌هایی که در آن بازی کرده‌است می‌توان به باشگاه فوتبال رایو وایکانو، باشگاه فوتبال اتلتیکو مادرید، و باشگاه فوتبال اتلتیکو مادرید بی اشاره کرد.
وی همچنین در تیم ملی فوتبال اسپانیا بازی کرده‌است.